# Charlie Spedding
Charlie Spedding, född den 19 maj 1952 i Bishop Auckland, Storbritannien, är en brittisk friidrottare inom långdistanslöpning.
Han tog OS-brons i maraton vid friidrottstävlingarna 1984 i Los Angeles. 